# Anette Sagen
Anette Sagen (Mosjøen, 10 januari 1985) is een Noorse schansspringster.

## Carrière
Sagen maakte haar debuut in de Continentalcup, op dat moment het hoogste wedstrijdcircuit in het schansspringen voor vrouwen, in juli 2004 in Park City. In januari 2005 boekte ze in Planica haar eerste van 43 overwinningen in de Continentalcup, de Noorse eiste vijf keer de eindzege in de Continentalcup voor zich op. Tijdens de wereldkampioenschappen schansspringen 2009 in Liberec veroverde Sagen de bronzen.
Op de wereldkampioenschappen schansspringen 2011 in Oslo eindigde Sagen op de 22e plaats. Tijdens de eerste wereldbekerwedstrijd schansspringen voor vrouwen, in december 2011 in Lillehammer, eindigde de Noorse op de achtste plaats. Een maand later stond ze in Val di Fiemme voor de eerste maal op het podium van een wereldbekerwedstrijd. Op 6 januari 2013 boekte Sagen in Schonach haar eerste wereldbekerzege.

## Resultaten

### Wereldkampioenschappen
| Jaar | Plaats  | Resultaten |
| ---- | ------- | ---------- |
| 2009 | Liberec | HS100      |
| 2011 | Oslo    | 22e HS106  |

### Wereldbeker

#### Eindklasseringen
| Seizoen   | Plaats |
| --------- | ------ |
| 2011/2012 | 6e     |

#### Wereldbekerzeges
| Datum          | Plaats   | Schans |
| -------------- | -------- | ------ |
| 6 januari 2013 | Schonach | HS106  |

### Continentalcup
De Continentalcup was tot de invoering van de wereldbeker schansspringen in december 2011 het belangrijkste wedstrijdcircuit. Sagen won vijf keer het eindklassement en wist 43 wedstrijden te winnen.

#### Eindklasseringen
| Seizoen   | Plaats |
| --------- | ------ |
| 2004/2005 | Goud   |
| 2005/2006 | Goud   |
| 2006/2007 | Goud   |
| 2007/2008 | Goud   |
| 2008/2009 | Goud   |
| 2009/2010 | Brons  |
| 2010/2011 | 16e    |
| 2011/2012 | 16e    |